# لوئیجی مانوتی
لوئیجی مانوتی (ایتالیایی: Luigi Magnotti; ۲۳ آوریل ۱۸۹۵ – ۸ ژوئیهٔ ۱۹۴۸) دوچرخه‌سوار اهل ایتالیا بود.